# Adhéziós fólia
Az adhéziós fólia puha, nagyon sima műanyagfólia, ami PVC-ből vagy PE-ből áll és ragasztó nélkül ragad sima felületeken. Molekuláris vegyületek (az ún. Van-der-Waals vegyületek) okozzák ezt a tapadást az anyag és a simuló fólia felületének határrétegei között. Lehető legnagyobb legyen a kontaktfelület, hogy érezhető hatást fejthessenek ki ezek a gyenge erők. Csak üvegnek, porcelánnak, polírozott fémnek és némelyik műanyagnak vannak a megfelelő teljesen sima felületei. Többszörös körülkötözés révén saját magára tapad.
Polietilénből álló nagyon vékony adhéziófóliákat használnak frissen tartó fóliaként az élelmiszerterületen. Valamivel vastagabb fóliák pedig például elektronikus képernyő szállításvédelmét szolgálják, vagy jelöléscímkeként, reklámmatricaként használják a kirakatokban. A fóliák nyomtalanul leoldhatók és többnyire újrahasználhatók.